# 미마타촌
미마타촌(美又村)은 시마네현 나카군에 설치되었던 촌이다. 현재의 하마다시에 해당한다.

## 역사
- 1889년 4월 1일 - 정촌제 시행에 의해 나카군 미마타촌이 성립하였다.
- 1923년 2월 11일 - 구사촌, 이난촌(일부, 오오지 우쓰이·사노)과 합병해 이마후쿠촌을 신설해 폐지되었다

## 참고문헌
- 角川日本地名大辞典 32 島根県
- 『市町村名変遷辞典』東京堂出版、1990年。